# Rent Romus

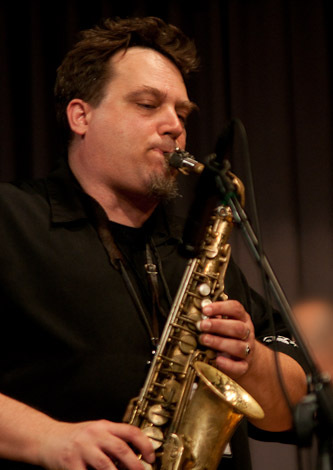
Rent Romus (2009)

Rent Romus (* 6. Januar 1968 in Michigan als Aaron Repke) ist ein US-amerikanischer Jazz- und Improvisationsmusiker (Saxophone, Komposition).

## Leben und Wirken
Rent Romus stammt aus einer finnischen Einwandererfamilie; er wuchs im Norden Michigans und ab dem Alter von zwei Jahren in der San Francisco Bay Area auf. Als Kind spielte er zunächst Klavier, um mit etwa elf Jahren auf das Altsaxophon seiner Mutter zu wechseln. Als Jazz-Student absolvierte er auf dem Stanford Jazz Workshop 1982 und 1984 Workshops bei u. a. Stan Getz, der ihn zunächst stark beeinflusste; von 1987 bis 1991 studierte er an der University of California, Santa Cruz. Seit 1984 arbeitete er in der Formation Jazz on the Line, die zwischen 1989 und 1994 drei Alben vorlegte (u. a. In the Moment mit Chico Freeman) und aus der die Band 2AM hervorging. 1993 zog er nach San Francisco, wo er sich an freieren Spielformen, etwa von Sun Ra und Albert Ayler, orientierte und mit Schlagzeuger James Zitro und dem zuvor bei Sun Ra arbeitenden Cellisten Kash Killion ein Trio gründete, das ab 1994 als The Lords of Outland Free Jazz spielte und (teils in veränderter Besetzung) drei Alben vorlegte. Weiterhin arbeitete er im Life’s Blood Ensemble (mit Jonas Westergaard und Stefan Pasborg) und mit dem Pianisten Thollem McDonas im Bloom Project sowie in der kollektiven Improvisationsgruppe The Ruminations.
Unter eigenem Namen legte Rent Romus seitdem insgesamt 37 Alben unter eigenem Namen vor, auf denen er das Feld zwischen Improvisation und Komposition in stets verschiedenen Besetzungen als Leader und Sideman auslotete, u. a. auch mit John Tchicai, Vinny Golia, Thollem McDonas und Jon Bridsong. Ferner gründete er das unabhängige Musiklabel Edgetone Records und ist Leiter der Veranstaltungsreihen Outsound Presents, SIMM, Luggage Store Gallery Creative Music Series und des jährlichen Outsound New Music Summit in San Francisco. Im Bereich des Jazz listet ihn Tom Lord zwischen 1995 und 2006 an zwölf Aufnahmesessions.

## Diskographische Hinweise
- Rent Romus & Heikki Koskinen Life’s Blood Ensemble: Manala (2020)
- Rent Romus’ Life’s Blood Ensemble remastered: The Otherworld Cycle remastered (2020)
- Rent Romus, Tatsuya Nakatani: Uplift (2025)